# مركز سانت جوزيف الطبي (يونكرز، نيويورك)
يعتبر مركز سانت جوزيف الطبي واحدًا من أكبر المرافق الطبية في مقاطعة ويستشستر في نيويورك. يشمل هذا الصرح العظيم مستشفى تعليمي يضم 194 سريرًا، و200 سرير للتمريض، ومرفقين سكنيين لكبار السن بأسعار معقولة للمقيمين المسنين الضعفاء، وبرنامج إقامة طب الأسرة، وبرنامج إقامة للجراحة، والتكنولوجيا المتطورة، ومستشفى للطب النفسي تضم 138 شريرًا (مستشفى سانت فنسنت ويستشستر في هاريسون) والعيادات الخارجية في يونكرز وبورت تشيستر وبروكلين وكوينز وستاتن آيلاند.

## تاريخ المستشفى
تأسس المركز في عام 1888 كمستشفى القديس جوزيف على يد راهبات في نيويورك.
افتتحت المركز في عام 1976 مستشفى سانت جوزيف للتمريض / جناح الممرضة ماري لينهان لتوفير الرعاية التمريضية لكبار السن. تولت المستشفى في عام 2010 مسؤولية مستشفى سانت فنسنت ويستشستر، عندما تم إغلاق المستشفى الرئيسي للمؤسسة (مستشفى سانت فنسنت الشهيرة في مانهاتن).

## بيانات تصنيف المستشفيات
يحتوي موقع مؤشرات الصحة (بالإنجليزية: HealthGrades) على أحدث بيانات الجودة الخاصة بمركز سانت جوزيف الطبي اعتبارًا من 2015. وبالنسبة لهذا القسم من التصنيف، يتم عرض ثلاثة أنواع مختلفة من البيانات من موقع مؤشرات الصحة: تصنيفات الجودة ل 17 حالة وإجراءات المرضى الداخليين، وثلاثة عشر مؤشر لسلامة المرضى، ونسبة المرضى الذين يقدمون للمستشفى 9 أو 10 (أعلى تصنيفين ممكنين).
توجد ثلاثة تصنيفات محتملة بالنسبة لظروف وإجراءات المرضى الداخليين: أسوأ مما كان متوقعًا، وكما هو متوقع، وأفضل مما كان متوقعًا. بالنسبة لهذا المستشفى، فإن البيانات الخاصة بهذه الفئة هي:
- أسوأ مما كان متوقعًا - 8
- كما هو متوقع - 9
- أفضل من المتوقع - 0

وبالنسبة لمؤشرات سلامة المرضى، توجد نفس التصنيفات الثلاثة الممكنة. تم تصنيف مؤشرات السلامة في المستشفيات على النحو التالي:
- أسوأ مما كان متوقعًا - 4
- كما هو متوقع -8
- أفضل من المتوقع - 0

بيانات المرضى الذين يدخلون هذا المستشفى 9 أو 10 هي:
- يصنف المرضى هذا المستشفى على أنه 9 أو 10 - 53٪

- تصنيف المرضى المستشفيات 9 أو 10 على الصعيد الوطني - 69٪[6]